# Coupe du monde de ski alpin 2010-2011
Navigation
Édition précédente Édition suivante
La coupe du monde de ski alpin 2010-2011 est la 45e édition de la coupe du monde de ski alpin, compétition de ski alpin organisée annuellement. Elle se déroule du 23 octobre 2010 au 20 mars 2011 entre-coupée par les championnats du monde 2011 de Garmisch-Partenkirchen entre le 8 et le 20 février 2011. Comme chaque année, la coupe du monde débute dans la station de Sölden. Les finales de la coupe du monde se déroulent en mars 2011 à Lenzerheide en Suisse. Le Croate Ivica Kostelić et l'Allemande Maria Riesch remportent tous deux, pour la première fois de leur carrière, le classement général et se voient donc décerner le "gros" globe de cristal.

## Tableau d'honneur
| Catégorie | Messieurs      | Dames               |
| --------- | -------------- | ------------------- |
| Général   | Ivica Kostelić | Maria Riesch        |
| Descente  | Didier Cuche   | Lindsey Vonn        |
| Slalom    | Ivica Kostelić | Marlies Schild      |
| Géant     | Ted Ligety     | Viktoria Rebensburg |
| Super G   | Didier Cuche   | Lindsey Vonn        |
| Combiné   | Ivica Kostelić | Lindsey Vonn        |

## Classement général
Les noms en gras remportent le classement général de la coupe du monde.
| Rang | Nom                  | Points |
| ---- | -------------------- | ------ |
| 1    | Ivica Kostelić       | 1356   |
| 2    | Didier Cuche         | 956    |
| 3    | Carlo Janka          | 793    |
| 4    | Aksel Lund Svindal   | 789    |
| 5    | Michael Walchhofer   | 727    |
| 6    | Silvan Zurbriggen    | 723    |
| 7    | Romed Baumann        | 703    |
| 8    | Christof Innerhofer  | 644    |
| 9    | Ted Ligety           | 610    |
| 10   | Klaus Kröll          | 579    |
| 11   | Benjamin Raich       | 547    |
| 12   | Adrien Théaux        | 512    |
| 13   | Kjetil Jansrud       | 495    |
| 14   | Bode Miller          | 471    |
| 15   | Marcel Hirscher      | 469    |
| 16   | Jean-Baptiste Grange | 454    |
| 17   | Felix Neureuther     | 440    |
| 18   | Andre Myhrer         | 423    |
| 19   | Manfred Mölgg        | 419    |
| 20   | Mario Matt           | 407    |

| Rang | Nom                   | Points |
| ---- | --------------------- | ------ |
| 1    | Maria Riesch          | 1728   |
| 2    | Lindsey Vonn          | 1725   |
| 3    | Tina Maze             | 1139   |
| 4    | Elisabeth Görgl       | 992    |
| 5    | Julia Mancuso         | 976    |
| 6    | Marlies Schild        | 756    |
| 7    | Tanja Poutiainen      | 751    |
| 8    | Anja Pärson           | 656    |
| 8    | Viktoria Rebensburg   | 656    |
| 10   | Lara Gut              | 589    |
| 11   | Maria Pietilä Holmner | 565    |
| 12   | Anna Fenninger        | 555    |
| 13   | Kathrin Zettel        | 499    |
| 14   | Andrea Fischbacher    | 483    |
| 15   | Nicole Hosp           | 454    |
| 16   | Tessa Worley          | 453    |
| 17   | Dominique Gisin       | 434    |
| 18   | Fabienne Suter        | 384    |
| 19   | Veronika Zuzulova     | 370    |
| 20   | Daniela Merighetti    | 327    |

## Classements de chaque discipline
Les noms en gras remportent les titres des disciplines.

### Descente
| Rang | Nom                 | Points |
| ---- | ------------------- | ------ |
| 1    | Didier Cuche        | 510    |
| 2    | Michael Walchhofer  | 498    |
| 3    | Klaus Kröll         | 411    |
| 4    | Silvan Zurbriggen   | 305    |
| 5    | Romed Baumann       | 269    |
| 6    | Adrien Théaux       | 265    |
| 7    | Beat Feuz           | 254    |
| 8    | Christof Innerhofer | 242    |
| 9    | Carlo Janka         | 226    |
| 10   | Aksel Lund Svindal  | 220    |

| Rang | Nom                | Points |
| ---- | ------------------ | ------ |
| 1    | Lindsey Vonn       | 650    |
| 2    | Maria Riesch       | 457    |
| 3    | Julia Mancuso      | 367    |
| 4    | Elisabeth Görgl    | 333    |
| 5    | Anja Pärson        | 295    |
| 6    | Anna Fenninger     | 268    |
| 7    | Lara Gut           | 263    |
| 8    | Tina Maze          | 261    |
| 9    | Dominique Gisin    | 180    |
| 10   | Daniela Merighetti | 179    |

### Super G
| Rang | Nom                 | Points |
| ---- | ------------------- | ------ |
| 1    | Didier Cuche        | 291    |
| 2    | Georg Streitberger  | 227    |
| 3    | Ivica Kostelić      | 223    |
| 4    | Michael Walchhofer  | 214    |
| 5    | Hannes Reichelt     | 207    |
| 6    | Carlo Janka         | 205    |
| 7    | Romed Baumann       | 197    |
| 8    | Benjamin Raich      | 184    |
| 9    | Christof Innerhofer | 183    |
| 10   | Adrien Théaux       | 175    |
| 10   | Tobias Grünenfelder | 175    |

| Rang | Nom                 | Points |
| ---- | ------------------- | ------ |
| 1    | Lindsey Vonn        | 560    |
| 2    | Maria Riesch        | 389    |
| 3    | Julia Mancuso       | 315    |
| 4    | Lara Gut            | 272    |
| 5    | Anja Pärson         | 182    |
| 6    | Dominique Gisin     | 177    |
| 7    | Anna Fenninger      | 142    |
| 8    | Nicole Hosp         | 141    |
| 9    | Elisabeth Görgl     | 137    |
| 10   | Viktoria Rebensburg | 128    |

### Slalom géant
| Rang | Nom                   | Points |
| ---- | --------------------- | ------ |
| 1    | Ted Ligety            | 383    |
| 2    | Aksel Lund Svindal    | 306    |
| 3    | Cyprien Richard       | 303    |
| 4    | Kjetil Jansrud        | 240    |
| 5    | Carlo Janka           | 235    |
| 6    | Thomas Fanara         | 233    |
| 7    | Philipp Schörghofer   | 173    |
| 8    | Massimiliano Blardone | 151    |
| 9    | Didier Cuche          | 140    |
| 10   | Marcel Hirscher       | 128    |

| Rang | Nom                 | Points |
| ---- | ------------------- | ------ |
| 1    | Viktoria Rebensburg | 435    |
| 2    | Tessa Worley        | 358    |
| 3    | Tanja Poutiainen    | 240    |
| 4    | Elisabeth Görgl     | 236    |
| 5    | Federica Brignone   | 212    |
| 6    | Tina Maze           | 208    |
| 7    | Kathrin Hölzl       | 200    |
| 8    | Maria Riesch        | 192    |
| 9    | Julia Mancuso       | 181    |
| 10   | Kathrin Zettel      | 172    |

### Slalom
| Rang | Nom                  | Points |
| ---- | -------------------- | ------ |
| 1    | Ivica Kostelić       | 478    |
| 2    | Jean-Baptiste Grange | 442    |
| 3    | André Myhrer         | 423    |
| 4    | Mario Matt           | 407    |
| 5    | Marcel Hirscher      | 326    |
| 6    | Manfred Moelgg       | 298    |
| 7    | Mattias Hargin       | 265    |
| 8    | Felix Neureuther     | 258    |
| 9    | Reinfried Herbst     | 248    |
| 10   | Giuliano Razzoli     | 230    |

| Rang | Nom                   | Points |
| ---- | --------------------- | ------ |
| 1    | Marlies Schild        | 680    |
| 2    | Tanja Poutiainen      | 511    |
| 3    | Maria Riesch          | 470    |
| 4    | Maria Pietilä Holmner | 382    |
| 5    | Veronika Zuzulová     | 362    |
| 6    | Kathrin Zettel        | 327    |
| 7    | Tina Maze             | 295    |
| 8    | Nastasia Noëns        | 277    |
| 9    | Manuela Moelgg        | 182    |
| 10   | Šárka Záhrobská       | 178    |

### Combiné
| Rang | Nom                 | Points |
| ---- | ------------------- | ------ |
| 1    | Ivica Kostelić      | 345    |
| 2    | Christof Innerhofer | 219    |
| 3    | Kjetil Jansrud      | 145    |
| 4    | Silvan Zurbriggen   | 143    |
| 5    | Aksel Lund Svindal  | 120    |
| 6    | Carlo Janka         | 112    |
| 7    | Romed Baumann       | 106    |
| 7    | Ondrej Bank         | 106    |
| 9    | Peter Fill          | 96     |
| 9    | Natko Zrnčić-Dim    | 96     |

| Rang | Nom                  | Points |
| ---- | -------------------- | ------ |
| 1    | Lindsey Vonn         | 220    |
| 2    | Tina Maze            | 212    |
| 2    | Maria Riesch         | 205    |
| 4    | Elisabeth Görgl      | 185    |
| 5    | Nicole Hosp          | 112    |
| 6    | Michaela Kirchgasser | 100    |
| 6    | Anja Pärson          | 100    |
| 8    | Julia Mancuso        | 88     |
| 9    | Anna Fenninger       | 81     |
| 10   | Johanna Schnarf      | 75     |

## Avant saison
La coupe du monde 2011 marque les retours de blessure du Finlandais Kalle Palander (absent depuis deux saisons en raison d'une fracture du tibia gauche), de la Suissesse Lara Gut (luxation de la hanche droite) et du Français Jean-Baptiste Grange (rupture du ligament croisé du antérieur du genou droit).

## Déroulement de la saison

### Saison masculine

#### Ouverture à Sölden
Comme c'est le cas depuis la saison 1997-1998, la saison est inaugurée à Sölden en Autriche avec l'épreuve du slalom géant. le Français Cyprien Richard (31 ans) remporte la première manche devançant le détenteur de la coupe du monde de la discipline 2010 Ted Ligety et l'Autrichien Philipp Schörghofer. Les Suisses sont en recul - Didier Cuche (9e) et Carlo Janka (13e) - tout comme Benjamin Raich (15e) ou Massimiliano Blardone (26e). L'épreuve voit les retours en compétition de Jean-Baptiste Grange (16e de la première manche) après un an d'absence et de Kalle Palander (11e) après deux ans d'absence.
Cependant, la seconde manche programmée à 13h00 est reportée à plusieurs reprises avant d'être annulée en raison d'un épais brouillard. Cela invalide le résultat de la première manche et ce géant n'est pas reprogrammé dans la saison en raison du règlement de la FIS qui stipule que la course d'ouverture ne peut être l'objet d'une reprogrammation, il n'y aura donc que sept géants cette saison.

#### Retour de Jean-Baptiste Grange en slalom à Levi
Le premier slalom de l'hiver voit les retours en slalom de Kalle Panlander après deux ans d'absence et Jean-Baptiste Grange (déchrirure du ligament croisé du genou gauche) après un an d'absence. La première manche est remportée avec près d'une demi-seconde d'avance sur son proche poursuivant par le Grange parti avec le dossard 7, le second est Cristian Deville auteur d'une véritable performance en raison de son dossard 27, viennent ensuite l'Autrichien Manfred Pranger (seul autrichien dans le top 15 après les chutes de Benjamin Raich, Reinfried Herbst et Marcel Hirscher), André Myhrer et Silvan Zurbriggen. Le champion olympique Giuliano Razzoli, Bode Miller et Michael Janyk abandonnent également et l'Allemande Felix Neureuther est éliminé.
En seconde manche, de nombreux gros dossards parviennent à atteindre le top 15 tels que Fritz Dopfer (dossard 57) ou Ondrej Bank (dossard 40), le Suédois André Myhrer réalise le meilleur temps de la manche mais ne parvient pas à battre Jean-Baptiste Grange (auteur du second temps de cette manche) qui signe la septième victoire de sa carrière. Le podium est complété par le Croate Ivica Kostelic à 7 centièmes de Grange, enfin Christian Deville et Manfred Pranger terminent respectivement 4e et 5e. Au général, le classement suit celui du slalom.

### Saison féminine

#### Ouverture à Sölden: l'Allemagne en force
Comme c'est le cas depuis la saison 1997-1998, la saison est inaugurée à Sölden en Autriche avec l'épreuve du slalom géant. Les Allemandes, annoncées favorites, Kathrin Hölzl (championne du monde de la discipline en 2009 et détentrice de la coupe du monde du géant 2010), Viktoria Rebensburg (championne olympique de la discipline en 2010) et Maria Riesch répondent présentes. Hölzl (dossard 2) remporte la première manche avant de reculer d'un rang à l'issue de la seconde manche au profit de Rebensburg (dossard 1) qui remporte son premier succès en coupe du monde à 21 ans, Maria Riesch terminant 5e. La troisième marche est occupée par l'Italienne Manuela Moelgg, le neuvième podium de sa carrière pour aucune victoire. La course a vu le retour de la Suissesse Lara Gut (25e) après un an d'absence. Les Autrichiennes sont absentes du top 5, Kathrin Zettel meilleure autrichienne, terminant septième. Enfin Lindsey Vonn confirme que le géant lui présente toujours autant de difficultés avec une 18e place.

#### Slalom de Levi: Schild contrarie Riesch

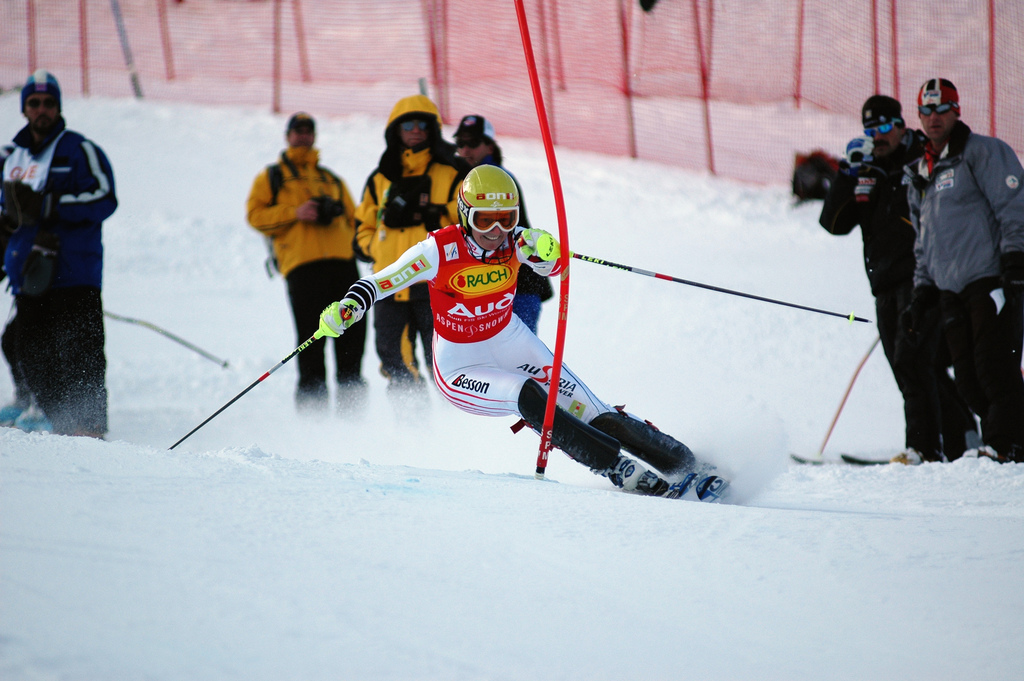
Marlies Schild en slalom.

Le premier slalom de la saison se dispute à Levi en l'absence de Kathrin Zettel, les Allemandes frappent fort en plaçant neuf slalomeuses en seconde manche. La seule surprise de cette première manche est la faute de carre de la Française Sandrine Aubert, c'est Maria Riesch qui la domine devant sa compatriote Katharina Dürr et Nicole Hosp. En seconde manche, Marlies Schild, cinquième de la première manche, réalise le meilleur chrono et remporte ce premier slalom devant Maria Riesch, Tanja Poutianen (4e de la première manche) et Susanne Riesch, Schild remporte son vingt-quatrième succès de sa carrière. L'autre performance est à l'actif de la Française Anémone Marmottan qui avec un dossard 46 termine 14e.

## Calendrier

### Messieurs
| Date                                                     | Lieu               | Épreuve       | Vainqueur                                                                               | Second                                                                                  | Troisième                                                                               |
| -------------------------------------------------------- | ------------------ | ------------- | --------------------------------------------------------------------------------------- | --------------------------------------------------------------------------------------- | --------------------------------------------------------------------------------------- |
| 24 octobre 2010                                          | Sölden             | Géant         | annulée après la première manche pour brouillard                                        | annulée après la première manche pour brouillard                                        | annulée après la première manche pour brouillard                                        |
| 14 novembre 2010                                         | Levi               | Slalom        | Jean-Baptiste Grange                                                                    | André Myhrer                                                                            | Ivica Kostelić                                                                          |
| 27 novembre 2010                                         | Lake Louise        | Descente      | Michael Walchhofer                                                                      | Mario Scheiber Aksel Lund Svindal                                                       |                                                                                         |
| 28 novembre 2010                                         | Lake Louise        | Super G       | Tobias Grünenfelder                                                                     | Carlo Janka                                                                             | Romed Baumann                                                                           |
| 3 décembre 2010                                          | Beaver Creek       | Descente      | annulée pour vent fort, remplacée par une deuxième descente à Kvitfjell le 11 mars 2011 | annulée pour vent fort, remplacée par une deuxième descente à Kvitfjell le 11 mars 2011 | annulée pour vent fort, remplacée par une deuxième descente à Kvitfjell le 11 mars 2011 |
| 4 décembre 2010                                          | Beaver Creek       | Super G       | Georg Streitberger                                                                      | Adrien Théaux                                                                           | Didier Cuche                                                                            |
| 5 décembre 2010                                          | Beaver Creek       | Géant         | Ted Ligety                                                                              | Kjetil Jansrud                                                                          | Marcel Hirscher                                                                         |
| 11 décembre 2010                                         | Val d'Isère        | Géant         | Ted Ligety                                                                              | Aksel Lund Svindal                                                                      | Massimiliano Blardone                                                                   |
| 12 décembre 2010                                         | Val d'Isère        | Slalom        | Marcel Hirscher                                                                         | Benjamin Raich                                                                          | Steve Missillier                                                                        |
| 17 décembre 2010                                         | Val Gardena-Gröden | Super G       | Michael Walchhofer                                                                      | Stephan Keppler                                                                         | Erik Guay                                                                               |
| 18 décembre 2010                                         | Val Gardena-Gröden | Descente      | Silvan Zurbriggen                                                                       | Romed Baumann                                                                           | Didier Cuche                                                                            |
| 19 décembre 2010                                         | Alta Badia         | Géant         | Ted Ligety                                                                              | Cyprien Richard                                                                         | Thomas Fanara                                                                           |
| 29 décembre 2010                                         | Bormio             | Descente      | Michael Walchhofer                                                                      | Silvan Zurbriggen                                                                       | Christof Innerhofer                                                                     |
| 2 janvier 2011                                           | Munich             | Parallèle     | Ivica Kostelić                                                                          | Julien Lizeroux                                                                         | Bode Miller                                                                             |
| 6 janvier 2011                                           | Zagreb             | Slalom        | Andre Myhrer                                                                            | Ivica Kostelić                                                                          | Mattias Hargin                                                                          |
| 8 janvier 2011                                           | Adelboden          | Géant         | Cyprien Richard Aksel Lund Svindal                                                      |                                                                                         | Thomas Fanara                                                                           |
| 9 janvier 2011                                           | Adelboden          | Slalom        | Ivica Kostelić                                                                          | Marcel Hirscher                                                                         | Reinfried Herbst                                                                        |
| 14 janvier 2011                                          | Wengen             | Super combiné | Ivica Kostelić                                                                          | Carlo Janka                                                                             | Aksel Lund Svindal                                                                      |
| 15 janvier 2011                                          | Wengen             | Descente      | Klaus Kröll                                                                             | Didier Cuche                                                                            | Carlo Janka                                                                             |
| 16 janvier 2011                                          | Wengen             | Slalom        | Ivica Kostelić                                                                          | Marcel Hirscher                                                                         | Jean-Baptiste Grange                                                                    |
| 21 janvier 2011                                          | Kitzbühel          | Super G       | Ivica Kostelić                                                                          | Georg Streitberger                                                                      | Aksel Lund Svindal                                                                      |
| 22 janvier 2011                                          | Kitzbühel          | Descente      | Didier Cuche                                                                            | Bode Miller                                                                             | Adrien Théaux                                                                           |
| 23 janvier 2011                                          | Kitzbühel          | Slalom        | Jean-Baptiste Grange                                                                    | Ivica Kostelić                                                                          | Giuliano Razzoli                                                                        |
| 23 janvier 2011                                          | Kitzbühel          | Combiné       | Ivica Kostelić                                                                          | Silvan Zurbriggen                                                                       | Romed Baumann                                                                           |
| 25 janvier 2011                                          | Schladming         | Slalom        | Jean-Baptiste Grange                                                                    | Andre Myhrer                                                                            | Mattias Hargin                                                                          |
| 29 janvier 2011                                          | Chamonix           | Descente      | Didier Cuche                                                                            | Dominik Paris                                                                           | Klaus Kröll                                                                             |
| 30 janvier 2011                                          | Chamonix           | Super combiné | Ivica Kostelić                                                                          | Natko Zrnčić-Dim                                                                        | Aksel Lund Svindal                                                                      |
| 5 février 2011                                           | Hinterstoder       | Super G       | Hannes Reichelt                                                                         | Benjamin Raich                                                                          | Bode Miller                                                                             |
| 6 février 2011                                           | Hinterstoder       | Géant         | Philipp Schörghofer                                                                     | Kjetil Jansrud                                                                          | Carlo Janka                                                                             |
| Championnats du monde à Garmisch du 8 au 20 février 2009 |                    |               |                                                                                         |                                                                                         |                                                                                         |
| 26 février 2011                                          | Bansko             | Super combiné | Christof Innerhofer                                                                     | Felix Neureuther                                                                        | Thomas Mermillod-Blondin                                                                |
| 27 février 2011                                          | Bansko             | Slalom        | Mario Matt                                                                              | Reinfried Herbst                                                                        | Jean-Baptiste Grange                                                                    |
| 5 mars 2011                                              | Kranjska Gora      | Géant         | Carlo Janka                                                                             | Alexis Pinturault                                                                       | Ted Ligety                                                                              |
| 6 mars 2011                                              | Kranjska Gora      | Slalom        | Mario Matt                                                                              | Nolan Kasper                                                                            | Axel Bäck                                                                               |
| 11 mars 2011                                             | Kvitfjell          | Descente      | Beat Feuz                                                                               | Erik Guay                                                                               | Michael Walchhofer                                                                      |
| 12 mars 2011                                             | Kvitfjell          | Descente      | Michael Walchhofer                                                                      | Klaus Kröll                                                                             | Beat Feuz                                                                               |
| 13 mars 2011                                             | Kvitfjell          | Super G       | Didier Cuche                                                                            | Klaus Kröll                                                                             | Joachim Puchner                                                                         |
| 16 mars 2011                                             | Lenzerheide        | Descente      | Adrien Théaux                                                                           | Joachim Puchner                                                                         | Aksel Lund Svindal                                                                      |
| 17 mars 2011                                             | Lenzerheide        | Super G       | annulée pour pluie                                                                      | annulée pour pluie                                                                      | annulée pour pluie                                                                      |
| 18 mars 2011                                             | Lenzerheide        | Géant         | annulée pour pluie                                                                      | annulée pour pluie                                                                      | annulée pour pluie                                                                      |
| 19 mars 2011                                             | Lenzerheide        | Slalom        | Giuliano Razzoli                                                                        | Mario Matt                                                                              | Felix Neureuther                                                                        |

### Dames
| Date                                                     | Lieu              | Épreuve       | Vainqueur                                                                               | Second                                                                                  | Troisième                                                                               |
| -------------------------------------------------------- | ----------------- | ------------- | --------------------------------------------------------------------------------------- | --------------------------------------------------------------------------------------- | --------------------------------------------------------------------------------------- |
| 23 octobre 2010                                          | Sölden            | Géant         | Viktoria Rebensburg                                                                     | Kathrin Hölzl                                                                           | Manuela Moelgg                                                                          |
| 13 novembre 2010                                         | Levi              | Slalom        | Marlies Schild                                                                          | Maria Riesch                                                                            | Tanja Poutiainen                                                                        |
| 27 novembre 2010                                         | Aspen             | Géant         | Tessa Worley                                                                            | Viktoria Rebensburg                                                                     | Kathrin Hölzl                                                                           |
| 28 novembre 2010                                         | Aspen             | Slalom        | Maria Pietilä Holmner                                                                   | Maria Riesch                                                                            | Tanja Poutiainen                                                                        |
| 3 décembre 2010                                          | Lake Louise       | Descente      | Maria Riesch                                                                            | Lindsey Vonn                                                                            | Elisabeth Görgl                                                                         |
| 4 décembre 2010                                          | Lake Louise       | Descente      | Maria Riesch                                                                            | Lindsey Vonn                                                                            | Dominique Gisin                                                                         |
| 5 décembre 2010                                          | Lake Louise       | Super G       | Lindsey Vonn                                                                            | Maria Riesch                                                                            | Julia Mancuso                                                                           |
| 11 décembre 2010                                         | Saint-Moritz      | Super G       | annulée pour vent fort, replacée à Val d'Isère le 17 décembre                           | annulée pour vent fort, replacée à Val d'Isère le 17 décembre                           | annulée pour vent fort, replacée à Val d'Isère le 17 décembre                           |
| 12 décembre 2010                                         | Saint-Moritz      | Géant         | Tessa Worley                                                                            | Tanja Poutiainen                                                                        | Tina Maze                                                                               |
| 17 décembre 2010                                         | Val d'Isère       | Super G       | annulée pour neige, remplacée par un deuxième super-G à Cortina d'Ampezzo le 21 janvier | annulée pour neige, remplacée par un deuxième super-G à Cortina d'Ampezzo le 21 janvier | annulée pour neige, remplacée par un deuxième super-G à Cortina d'Ampezzo le 21 janvier |
| 18 décembre 2010                                         | Val d'Isère       | Descente      | Lindsey Vonn                                                                            | Nadja Kamer                                                                             | Lara Gut                                                                                |
| 19 décembre 2010                                         | Val d'Isère       | Super combiné | Lindsey Vonn                                                                            | Elisabeth Görgl                                                                         | Nicole Hosp                                                                             |
| 21 décembre 2010                                         | Courchevel        | Slalom        | Marlies Schild                                                                          | Tanja Poutiainen                                                                        | Tina Maze                                                                               |
| 28 décembre 2010                                         | Semmering         | Géant         | Tessa Worley                                                                            | Maria Riesch                                                                            | Kathrin Hölzl                                                                           |
| 29 décembre 2010                                         | Semmering         | Slalom        | Marlies Schild                                                                          | Maria Riesch                                                                            | Christina Geiger                                                                        |
| 2 janvier 2011                                           | Munich            | Parallèle     | Maria Pietilä Holmner                                                                   | Tina Maze                                                                               | Elisabeth Görgl                                                                         |
| 4 janvier 2011                                           | Zagreb            | Slalom        | Marlies Schild                                                                          | Maria Riesch                                                                            | Manuela Moelgg                                                                          |
| 8 janvier 2011                                           | Altenmarkt        | Descente      | Lindsey Vonn                                                                            | Anja Pärson                                                                             | Anna Fenninger                                                                          |
| 9 janvier 2011                                           | Altenmarkt        | Super G       | Lara Gut                                                                                | Lindsey Vonn                                                                            | Dominique Gisin                                                                         |
| 11 janvier 2011                                          | Flachau           | Slalom        | Tanja Poutiainen Maria Riesch                                                           |                                                                                         | Nastasia Noëns                                                                          |
| 15 janvier 2011                                          | Maribor           | Géant         | annulée en première manche pour temps trop chaud                                        | annulée en première manche pour temps trop chaud                                        | annulée en première manche pour temps trop chaud                                        |
| 16 janvier 2011                                          | Maribor           | Slalom        | annulée pour temps trop chaud                                                           | annulée pour temps trop chaud                                                           | annulée pour temps trop chaud                                                           |
| 21 janvier 2011                                          | Cortina d'Ampezzo | Super G       | Lindsey Vonn                                                                            | Anja Pärson                                                                             | Anna Fenninger                                                                          |
| 22 janvier 2011                                          | Cortina d'Ampezzo | Descente      | Maria Riesch                                                                            | Julia Mancuso                                                                           | Lindsey Vonn                                                                            |
| 23 janvier 2011                                          | Cortina d'Ampezzo | Super G       | Lindsey Vonn                                                                            | Maria Riesch                                                                            | Lara Gut                                                                                |
| 30 janvier 2011                                          | Sestrières        | Descente      | annulée pour brouillard le 29, déplacée au 30 et annulée pour neige                     | annulée pour brouillard le 29, déplacée au 30 et annulée pour neige                     | annulée pour brouillard le 29, déplacée au 30 et annulée pour neige                     |
| 31 janvier 2011                                          | Sestrières        | Super combiné | annulée, replacée à Tarvisio le 4 mars 2011                                             | annulée, replacée à Tarvisio le 4 mars 2011                                             | annulée, replacée à Tarvisio le 4 mars 2011                                             |
| 4 février 2011                                           | Arber Zwiesel     | Slalom        | Marlies Schild                                                                          | Veronika Zuzulova                                                                       | Tanja Poutiainen                                                                        |
| 6 février 2011                                           | Arber Zwiesel     | Géant         | Viktoria Rebensburg                                                                     | Federica Brignone                                                                       | Kathrin Zettel                                                                          |
| Championnats du monde à Garmisch du 8 au 20 février 2009 |                   |               |                                                                                         |                                                                                         |                                                                                         |
| 25 février 2011                                          | Åre               | Super combiné | Maria Riesch                                                                            | Tina Maze                                                                               | Elisabeth Görgl                                                                         |
| 26 février 2011                                          | Åre               | Descente      | Lindsey Vonn                                                                            | Tina Maze                                                                               | Maria Riesch                                                                            |
| 27 février 2011                                          | Åre               | Super G       | Maria Riesch                                                                            | Lindsey Vonn                                                                            | Julia Mancuso                                                                           |
| 4 mars 2011                                              | Tarvisio          | Super combiné | Tina Maze                                                                               | Lindsey Vonn                                                                            | Maria Riesch                                                                            |
| 5 mars 2011                                              | Tarvisio          | Descente      | Anja Pärson                                                                             | Lindsey Vonn                                                                            | Elisabeth Görgl                                                                         |
| 6 mars 2011                                              | Tarvisio          | Super G       | Lindsey Vonn                                                                            | Julia Mancuso                                                                           | Maria Riesch                                                                            |
| 11 mars 2011                                             | Špindlerův Mlýn   | Géant         | Viktoria Rebensburg                                                                     | Denise Karbon                                                                           | Lindsey Vonn                                                                            |
| 12 mars 2011                                             | Špindlerův Mlýn   | Slalom        | Marlies Schild                                                                          | Kathrin Zettel                                                                          | Tina Maze                                                                               |
| 16 mars 2011                                             | Lenzerheide       | Descente      | Julia Mancuso                                                                           | Lara Gut                                                                                | Elisabeth Görgl                                                                         |
| 17 mars 2011                                             | Lenzerheide       | Super G       | annulée pour pluie                                                                      | annulée pour pluie                                                                      | annulée pour pluie                                                                      |
| 18 mars 2011                                             | Lenzerheide       | Slalom        | Tina Maze                                                                               | Marlies Schild                                                                          | Veronika Zuzulova                                                                       |
| 19 mars 2011                                             | Lenzerheide       | Géant         | annulée pour pluie                                                                      | annulée pour pluie                                                                      | annulée pour pluie                                                                      |